# Britta Ringvall
Britta Clary Maria Ringvall, född 11 juli 1912 i Stockholm, död 1987, var en svensk konstnär.
Ringvall studerade först för Harald Lindberg vid Arbetarnas bildningsförbunds målarskola 1936 och fortsatte därefter för Isaac Grünewald och Otte Sköld vid Konsthögskolan i Stockholm 1937–1943. Tillsammans med Astrid Tobiason ställde hon ut på Lilla galleriet i Stockholm 1945 och hon medverkade ett par gånger i Nationalmuseums utställning Unga tecknare på 1940-talet. Hon deltog i Sveriges allmänna konstförenings utställningar på Liljevalchs konsthall, Konstnärshuset och i Nordiska konstnärinnors utställning i Stockholm samt i utställningen konst från Gamla Stan som visades på Galerie S:t Nikolaus i Stockholm. Hennes konst består av porträtt, stilleben, figurer och landskap med skärgårdsskildringar utförda i olja. Ringvall finns representerad med oljemålningar vid S:t Eriks sjukhus, Sabbatsbergs sjukhus och Moderna museet i Stockholm.